# Isaac Makwala
Isaac Makwala (ur. 29 września 1986 w Tutume) – botswański lekkoatleta, sprinter, brązowy medalista olimpijski, wielokrotny medalista mistrzostw Afryki.

## Osiągnięcia
| Rok  | Impreza                    | Miejsce        | Konkurencja             | Lokata     | Wynik   |
| ---- | -------------------------- | -------------- | ----------------------- | ---------- | ------- |
| 2007 | Igrzyska afrykańskie       | Algier         | bieg na 400 metrów      | półfinał   | 47,02   |
| 2007 | Igrzyska afrykańskie       | Algier         | sztafeta 4 × 400 metrów | 1. miejsce | 3:03,16 |
| 2007 | Mistrzostwa świata         | Osaka          | sztafeta 4 × 400 metrów | eliminacje | 3:05,96 |
| 2008 | Mistrzostwa Afryki         | Addis Abeba    | bieg na 400 metrów      | 2. miejsce | 45,64   |
| 2008 | Mistrzostwa Afryki         | Addis Abeba    | sztafeta 4 × 400 metrów | 4. miejsce | 3:06,54 |
| 2009 | Mistrzostwa świata         | Berlin         | bieg na 400 metrów      | eliminacje | 46,45   |
| 2010 | Halowe mistrzostwa świata  | Doha           | sztafeta 4 × 400 metrów | eliminacje | DQ      |
| 2010 | Mistrzostwa Afryki         | Nairobi        | bieg na 400 metrów      | półfinał   | 46,92   |
| 2010 | Mistrzostwa Afryki         | Nairobi        | sztafeta 4 × 400 metrów | 2. miejsce | 3:05,16 |
| 2010 | Igrzyska Wspólnoty Narodów | Nowe Delhi     | bieg na 400 metrów      | półfinał   | 47,07   |
| 2010 | Igrzyska Wspólnoty Narodów | Nowe Delhi     | sztafeta 4 × 400 metrów | 5. miejsce | 3:04,65 |
| 2011 | Igrzyska afrykańskie       | Maputo         | bieg na 400 metrów      | 7. miejsce | 46,78   |
| 2012 | Halowe mistrzostwa świata  | Stambuł        | sztafeta 4 × 400 metrów | eliminacje | 3:13,21 |
| 2012 | Mistrzostwa Afryki         | Porto-Novo     | bieg na 400 metrów      | 1. miejsce | 45,25   |
| 2012 | Mistrzostwa Afryki         | Porto-Novo     | sztafeta 4 × 400 metrów | -          | DQ      |
| 2012 | Igrzyska olimpijskie       | Londyn         | bieg na 400 metrów      | eliminacje | 45,67   |
| 2013 | Mistrzostwa świata         | Moskwa         | bieg na 200 metrów      | eliminacje | 20,84   |
| 2013 | Mistrzostwa świata         | Moskwa         | sztafeta 4 × 400 metrów | eliminacje | 3:05,74 |
| 2014 | Igrzyska Wspólnoty Narodów | Glasgow        | bieg na 400 metrów      | półfinał   | 45,57   |
| 2014 | Mistrzostwa Afryki         | Marrakesz      | bieg na 200 metrów      | 2. miejsce | 20,51   |
| 2014 | Mistrzostwa Afryki         | Marrakesz      | bieg na 400 metrów      | 1. miejsce | 44,23   |
| 2014 | Mistrzostwa Afryki         | Marrakesz      | sztafeta 4 × 400 metrów | 1. miejsce | 3:01,89 |
| 2014 | Puchar interkontynentalny  | Marrakesz      | bieg na 400 metrów      | 2. miejsce | 44,84   |
| 2015 | Mistrzostwa świata         | Pekin          | bieg na 400 metrów      | 5. miejsce | 44,63   |
| 2015 | Mistrzostwa świata         | Pekin          | sztafeta 4 × 400 metrów | eliminacje | 2:59,95 |
| 2015 | Igrzyska afrykańskie       | Brazzaville    | bieg na 400 metrów      | 1. miejsce | 44,35   |
| 2015 | Igrzyska afrykańskie       | Brazzaville    | sztafeta 4 × 400 metrów | 2. miejsce | 3:00,95 |
| 2016 | Mistrzostwa Afryki         | Durban         | bieg na 400 metrów      | 4. miejsce | 46,58   |
| 2016 | Igrzyska olimpijskie       | Rio de Janeiro | bieg na 400 metrów      | półfinał   | 46,60   |
| 2016 | Igrzyska olimpijskie       | Rio de Janeiro | sztafeta 4 × 400 metrów | 5. miejsce | 2:59,06 |
| 2017 | IAAF World Relays          | Nassau         | sztafeta 4 × 400 metrów | 2. miejsce | 3:02,28 |
| 2018 | Igrzyska Wspólnoty Narodów | Gold Coast     | bieg na 400 metrów      | 1. miejsce | 44,35   |
| 2018 | Igrzyska Wspólnoty Narodów | Gold Coast     | sztafeta 4 × 400 metrów | 1. miejsce | 3:01,78 |
| 2019 | Igrzyska afrykańskie       | Rabat          | bieg na 400 metrów      | półfinał   | 46,55   |
| 2021 | World Athletics Relays     | Chorzów        | sztafeta 4 × 400 metrów | 3.miejsce  | 3:04,77 |
| 2021 | Igrzyska olimpijskie       | Tokio          | bieg na 400 metrów      | 7. miejsce | 44,94   |
| 2021 | Igrzyska olimpijskie       | Tokio          | sztafeta 4 × 400 metrów | 3. miejsce | 2:57,27 |
| 2022 | Mistrzostwa świata         | Eugene         | bieg na 400 metrów      | półfinał   | 46,04   |
| 2022 | Mistrzostwa świata         | Eugene         | sztafeta 4 × 400 metrów | 6. miejsce | 3:00,14 |

## Rekordy życiowe
- Bieg na 100 metrów – 10,20 (2014) były rekord Botswany / 10,14w (2014)
- Bieg na 200 metrów – 19,77 (2017) rekord Botswany / 19,7 (2014)
- Bieg na 300 metrów – 31,44 (2017) rekord Botswany
- Bieg na 400 metrów – 43,72 (2015) rekord Botswany, były rekord Afryki, 10. wynik w historii światowej lekkoatletyki